# Le Petit Gonzales
Le Petit Gonzales est une chanson de Dalida sortie en 1962. Il s'agit d'une adaptation du titre Speedy Gonzales initialement interprétée par David Hess en 1960, les paroles françaises étant écrites par Danyel Gérard.
La chanson se classe à la 4e position des ventes en France en 1962, en 3e place en Wallonie et en 2e au Québec la même année.
Ce titre fait partie de la transformation musicale de Dalida au début des années 1960, s'inscrivant d'autant plus dans la génération des yéyé.
Cette version française a aussi été chantée par Danyel Gérard et par Richard Gotainer.